# Pontederiaceae
Pontederiaceae Kunth è una famiglia di piante monocotiledoni dell'ordine Commelinales.

## Tassonomia
La famiglia comprende due generi:
- Heteranthera Ruiz & Pav.
- Pontederia L.